# XEQ-TDT
XEQ-TDT es una estación de televisión privada mexicana operada por y perteneciente a Grupo Televisa. Se localiza en la Ciudad de México, teniendo como área de transmisión el Valle de México y el Valle de Toluca. Es la estación de origen del canal NU9VE. Es la "continuación" de la estación XHTM-TV original, la cual operó para el Valle de México de 1968 a 1985 cuando se realizó un reordenamiento de frecuencias en el área. 

## Historia

### Concesión de la estación XHTM-TV a Fomento de Televisión Nacional, S.A. de C.V. (1967)
En 1967, el empresario radiofónico, Guillermo Salas Peyró, socio mayoritario de la estación XEOY Radio Mil en la Ciudad de México, funda la empresa Fomento de Televisión Nacional, S.A. de C.V. para entrar al negocio de la televisión. El 23 de junio de 1967, se le otorga la concesión para operar el canal 8 de televisión, con el distintivo XHTM-TV, para fines comerciales. Fue hasta 2 años después que el canal inició sus emisiones regulares el 25 de enero de 1969

### Televisión Independiente de México (1970-1972)
Más tarde, el presidente Gustavo Díaz Ordaz le solicita a Guillermo Salas Peyró que permita que el Grupo Monterrey (hoy Alfa) y otros socios (entre ellos Gabriel Alarcón, director de El Heraldo de México y el productor cinematográfico, Manuel Barbachano Ponce, propietario de Telecadena Mexicana), participen en la operación del canal. Salas Peyró decide abandonar el negocio y vende las acciones al Grupo Monterrey de Bernardo Garza Sada.
Desde sus instalaciones en los antiguos estudios de cine San Ángel Inn, ubicados al sur de la Ciudad de México, el canal 8 se convirtió en el canal principal de una red de repetidoras formadas por estaciones propiedad de Grupo Monterrey y, tiempo después, 11 estaciones de Telecadena Mexicana de Manuel Barbachano Ponce. La nueva cadena, Televisión Independiente de México o TIM, se convierte en la primera competencia seria a Telesistema Mexicano, iniciándose una verdadera guerra entre las televisoras.
Más tarde, tanto TIM como Telesistema Mexicano se enfrentaban a una crisis financiera, por lo que Emilio Azcárraga Milmo, oponiéndose a los deseos de su padre, Emilio Azcárraga Vidaurreta, dueño de Telesistema Mexicano, comenzó a negociar una fusión entre las empresas. Esta fusión se llevó a cabo al poco tiempo del fallecimiento de Emilio Azcárraga Vidaurreta; el 28 de noviembre de 1972 se firmaron los convenios que llevaron a la creación del consorcio Televisión Vía Satélite S.A., conocida por su acrónimo, Televisa, la cual comenzó sus operaciones el 8 de enero de 1973.

### Grupo Televisa - Canal cultural (1972-1991)
A partir de finales de 1972, las estaciones de TIM se convirtieron en estaciones de la naciente empresa Televisa, tras la fusión con Telesistema Mexicano. Estas estaciones se convirtieron en canales locales de Televisa, incluido el canal 8, que se convertiría en "El Canal del Valle de México". En 1982, Televisa se hace del 100% por ciento de las instalaciones y canales que formaron TIM.
La fusión de las televisoras se dio tras un fuerte cabildeo con el gobierno de Luis Echeverría, bajo la condición de que se creara un canal dedicado a la cultura y educación. Esta promesa se dio 10 años después cuando Canal 8 cambia su formato de entretenimiento por uno de ámbito 100 por ciento cultural sin anuncios comerciales. Su programación consistió principalmente en programas de debate cultural y político y programas documentales y de bellas artes, destacando los conducidos por Juan José Arreola y las producciones de Miguel Sabido. También se presentaban funciones de danza, teatro y cine, como el espacio de la Universidad Nacional Autónoma de México, El Tiempo de filmoteca de la UNAM, uno de varios espacios que el canal le dio a la institución educativa. El canal contó con gran cantidad de producciones extranjeras provenientes de canales y productoras como PBS, BBC, National Geographic, NHK, entre otros. La programación infantil contó con producciones propias como Odisea Burbujas y El Tesoro del Saber donde se le presentaba al público infantil de manera cómica y sencilla, la historia universal y literatura, entre otros temas. También se contó con series de animación, como la serie de origen francés Érase una vez... el hombre y algunas producciones de la serie World Masterpiece Theater de Nippon Animation, entre otros programas. 
El canal también se convirtió en el principal difusor del "video musical" emanado de la cadena MTV, ya que al presentarse como ejemplos de la cultura y arte modernos, se evitaba un cierto veto que MTV y la música rock tenían en México a inicios de la década de los ochenta. Uno de los programas más reconocidos del canal fue Estudio 54 conducido por el musicólogo Jaime Almeida. Si bien, gran parte de las emisiones del programa abarcaban toda la historia musical mundial con programas temáticos, el programa venía "con dedicatoria" a la música moderna (empezando por el nombre que homenajeaba a la legendaria discoteca Studio 54) y le dedicó varias emisiones a la música pop y rock, presentando bloques con videos musicales, que en su mayoría se difundieron íntegramente.

### Reordenamiento de frecuencias en el Valle de México - XEQ-TV Canal 9 (1985)
En 1983, el gobierno federal emprende el proyecto del Instituto Mexicano de Televisión, un organismo que pondría orden a las televisoras propiedad del estado mexicano. Con esto, la cadena Televisión de la República Mexicana sería relanzada a nivel nacional y tendría un canal para el Distrito Federal, esta vez utilizando un canal de VHF en lugar del canal 22 de UHF, lo que se había intentado en 1982 con malos resultados debido a la falta de televisores capaces de sintonizar la banda en la Ciudad de México en aquellos años. El nuevo canal para el Distrito Federal sería XHIMT-TV canal 7. La creación de este canal requirió cambios en la zona de cobertura de este canal, viéndose afectados 3 canales, 1 en el Valle de México (XHTM-TV Canal 8) y 2 en Altzomoni, Estado de México (XEX-TV canal 7 y XEQ-TV canal 9). En el caso de XEX-TV, se movió el canal de frecuencias del 7 al 8, presentándose un problema ahora con XHTM-TV, por lo que se decidió intercambiar tanto la frecuencia como el distintivo de XHTM-TV del D.F., con la estación repetidora de El Canal de las Estrellas, XEQ-TV Canal 9 de Altzomoni, Estado de México, pero manteniendo las concesiones correspondientes. Es decir, a partir 1985, la estación concesionada a Fomento de Televisión Nacional, S.A. de C.V. para el D.F., era ahora XEQ-TV Canal 9 y la estación concesionada a Radio Panamericana, S.A. para Altzomoni, era ahora XHTM-TV. Sin embargo, XEX-TV ahora era el canal 8 en Altzomoni, por lo que XHTM-TV, ahora también en Altzomoni, cambió su canal de frecuencias al canal 10.

La "nueva" estación XEQ-TV en el Distrito Federal continuó con la programación de XHTM-TV sin cambios significativos, mientras que la "nueva" XHTM-TV en Altzomoni, Estado de México se mantuvo como repetidora de El Canal de las Estrellas.
La estación, ahora XEQ-TV, continuó como canal cultural hasta 1991.

### Fin del proyecto de televisión cultural, regreso a la programación comercial (1991-presente)

#### Canal 9, el canal de la familia mexicana (1991-2001)
En 1991 se abandona el proyecto de televisión cultural y se regresa a un formato comercial, principalmente con programas de la videoteca de Televisa de los años 70 y 80. También hay producciones locales como el programa Mi Barrio, el cual era un festival musical sabatino en el que se realizaban conciertos en diversos puntos del Distrito Federal y se promocionaba a las delegaciones de la entidad.

#### Galavisión (2001-2013)
A partir del 20 de mayo de 2001, cambia su identidad a Galavisión, en cierta forma, unificándose en programación y nombre con la cadena Galavisión de Univisión en Estados Unidos y sobre la cual Televisa tenía un control importante en aquel momento. Su programación sigue siendo de entretenimiento pero aumenta la difusión de programas de Univisión, en especial de telenovelas. Tiempo después, aumenta la producción nueva de Televisa (en especial retransmisiones de programas de Televisa Networks) y se va desplazando la programación clásica. También aumentan las producciones de la televisión hispana de Estados Unidos, en especial la de Telemundo después de que en 2008 comienzan a darse los primeros acuerdos importantes con la televisora y Televisa.

#### Gala TV (2013-2018)
En 2013, el canal cambia de nombre a Gala TV. Continúa con su programación de telenovelas, principalmente de Telemundo, películas de cine mexicano de todas las épocas, programas originales y algunos programas "viejos" de Televisa.

#### Gala TV Estado de México (2017)
XEQ-TDT tiene equipo complementario en Cerro Jocotitlán, Estado de México, para cubrir el Valle de Toluca desde 2015. Esta estación complementaria, a diferencia de otras estaciones del mismo tipo, tiene autorizada la retransmisión parcial de la señal de XEQ-TDT del Valle de México desde julio de 2017, por lo que puede bloquear la señal con programación local hasta en un 25%.

#### NU9VE (2018)
El 9 de julio de 2018, el canal cambia su imagen y nombre a nueve (estilizado NU9VE). Se hacen varios cambios de programación pero manteniendo la misma temática, con telenovelas de Telemundo, programas de comedia, concursos y telenovelas de la videoteca de Televisa y programas del canal de cable U.

## Logotipos de XEQ-TDT

### Historia
| Período   | Características | Imagen |
| --------- | --- | ------ |
| 1970-1972 | Dentro de un rombo despuntado en negro y blanco estaban el dígito 8 y varias figuras formando el acrónimo TIM (Televisión Independiente de México). |        |
| 1972-1985 | Cuando Telesistema Mexicano y Televisión Independiente de México se fusionaron para constituir Televisa, el logotipo tuvo su primera transformación: era el dígito «8» donde destacaban las formas circulares y cuadráticas, este emblema no tuvo cambios, pero el más significativo fue el que tuvo el 9 de marzo de 1983 al convertirse en la primera estación televisiva privada de México en transmitir contenidos culturales y educativos. |        |
| 1985-1990 | El 5 de mayo de 1985, tras la entrada del Canal 7 de Imevisión en cobertura nacional, el Canal 8 fue reubicado en el 9, y adopta el indicativo XEQ-TV, que hasta entonces fue repetidora en Altzomoni, Estado de México, del Canal 2, manteniendo el perfil cultural con diferentes eslóganes. |        |
| 1990      | A partir de julio de 1990, el logo se transforma a un número nueve blanco sobre fondo negro, un nueve metálico, o de bronce sólido que aparecía en manos de los personajes de los anuncios. El indicativo del canal estaba representado por letras blancas sobre negro, tipografías Eras y Arial que llenó todos los espacios que dejó la publicidad con identificaciones a modo de cortometrajes y conceptos relacionados con la cultura. Estas identificaciones creadas y filmadas por Pablo Jato y el productor Carlos Manuel Balderas, fueron una de las mayores producciones de Televisa jamás realizadas para una imagen corporativa, con excepción de las campañas salidas de la creatividad de Agustín Corona para el canal 2 (XEW-TV), pero también fue la última campaña de Canal 9 como canal cultural. |        |
| 1990-1991 | El 19 de noviembre de 1990 retoma su perfil comercial. El logotipo fue un "9" en tipografía Eras. |        |
| 1991-1993 | El 4 de noviembre de 1991, el logotipo sufrió una modificación general, cambiando a un 9 estilizado (similar al de 1990, el último emblema como canal cultural pero con una abertura), que aparecía tridimensional en azul sobre un fondo de agua con el distintivo XEQ representado en blanco. |        |
| 1993-1995 | El 7 de enero de 1993 adopta un logotipo con tonalidades primarias, el cual consistió en un "9" en tipografía Courier en amarillo, que aparecía delante de un círculo rojo, aunque en algunas identidades aparecía el mismo "9" con un círculo rosa, adelante de 4 cuadrados en movimiento, en colores verde, rosa, amarillo y azul. Para el 5 de septiembre de 1994, el mismo dígito 9 con el círculo rojo, aparecían delante de uno violeta y dos bandas circulares en azul y celeste, y, respectivamente al final de éstas, dos círculos de menor tamaño en naranja y morado |        |
| 1995-1996 | En agosto de 1995, este canal, al igual que canal 4 fue conocido por su distintivo de llamada: XEQ, teniendo como emblema las letras XEQ en un diseño irregular, en los colores azul, amarillo y rojo, teniendo abajo el texto «televisión», en una tipografía semejante a una forma cuadrática. |        |
| 1996      | A partir del 7 de enero de 1996, todavía siendo identificado como XEQ, su logotipo consistió en el indicativo de la estación principal en la familia tipográfica Helvética, atrás de tres cuadrados en tonos azules; las letras eran blancas y tenían una sombra negra. |        |
| 1996-2000 | Más de un año y medio después de ser identificado como XEQ, el 7 de enero de 1997 se retomó la identificación de Canal 9, y su logotipo era el dígito "9" en tipografía Futura, dividido en tres colores: en la parte de arriba, rojo, y abajo los colores amarillo y naranja. Se mantuvo al aire durante tres años siendo la etapa más exitosa del canal, la cual fue acompañada de diversas cortinillas en las cuales apareció (en la mayor parte de ese periodo) como imagen la cantante mexicana Ana Bárbara. Del 27 de diciembre de 1999 al 9 de enero de 2000, para iniciar la celebración del L Aniversario de la Televisión Mexicana: el canal fue conocido como Canal 9 Milenio, transmitiendo algunos de los programas más importantes de Televisa transmitidos entre 1950 y 1990, aunque durante ese lapso se transmitió parte de la programación habitual del canal. El logotipo fue el "9" junto al que utilizó Televisa para las celebraciones denominadas "Milenio Televisa" durante 1999. |        |
| 2000-2001 | Después de la etapa de "Canal 9 Milenio", el logotipo estrenado el 10 de enero del 2000 mantuvo las formas circulares, pero teniendo el dígito 9 rodeado por un círculo azul delineado en negro, aunque en las identificaciones y promocionales apareció con otros colores. El diseño de este emblema fue retomado en 2005 por Radiotelevisión Valenciana para identificar al Canal Nou. |        |
| 2001-2003 | El 20 de mayo de 2001, el Canal 9 se identifica como Galavisión, cambiando su logotipo, consistido por 9 lunetas de diversos colores que formaban un cuadrado. Los colores, respecto el orden cuadrático eran: rosa, turquesa, amarillo, verde, naranja, rojo, morado, azul y celeste. |        |
| 2003-2013 | A inicios de 2003, el segundo logotipo de Galavisión mantuvo la estructura de las lunetas, pero con una perspectiva distinta, y el orden de las lunetas que lo hace ver como un ángulo de 90° (abarcando una estructura de 45° a 135°) formado por lunetas de distintos tamaños. La formación se puede mirar desde la luneta de mayor tamaño: la verde, en diagonal hacia arriba se ven los colores rosa y amarillo, en diagonal hacia abajo, se ven el morado y el azul, al centro se ubica la luneta de color rojo; partiendo de ésta, se ven en diagonal las lunetas turquesa y naranja, y al centro de las mismas, una en color celeste. El 20 de febrero de 2012 la mosca se volvió más pequeña en la pantalla y desde entonces muestra una breve animación cada 5 minutos. |        |
|           | Logotipo en señal HD: El Logotipo del canal en alta definición, simplemente añade la sigla HD al emblema tradicional y recorre el rombo de lunetas al principio del nombre Galavisión. Existe otra nueva versión del logo en un rectángulo de 16:9 y otro de 4:3 centrado y un poco más grande, ambos son de cristal, ya que sale atrás el logo de Galavisión de lunetas de colores, pero no salen las letras. En el lado derecho sobrante del rectángulo de 16:9, están las siglas HDTV en posición vertical. |        |
| 2013-2018 | Adopta el nombre de "Gala TV". El logotipo es un diseño híbrido entre la letra "G" y un dígito nueve, estilizada en tonalidades rojo, rosa, naranja, amarillo, verde y azul, colores con los que de forma respectiva se identificarán sus barras de programación: telenovelas, entretenimiento, cine, deportes y noticias; mientras que el nombre "GalaTV" aparece en blanco sobre una sombra negra. - Desde 2015, antes que el logo aparezca en pantalla, aparece una barra que muestra la clasificación del programa y su contenido. - Desde el 8 de febrero del 2016, la posición del logotipo cambia, ahora se muestra en formato 16:9, al igual que en sus canales hermanos Las Estrellas, 5* y Foro TV. |        |
| 2013-2018 | Logotipo en señal HD: El Logotipo del canal en HD, a diferencia del análogo, es el mismo, pero con un semicírculo transparente con las letras HD; sin embargo, existen variadas diferencias: - La sigla HD en la Ciudad de México está más cerca del logo que a nivel nacional. Esto cambió a partir del 8 de febrero del 2016, ya que en las señales enviadas al interior de la república ya no muestran la sigla HD. |        |

## Multiprogramación
| Canal de transmisión | Canal virtual | Resolución | Relación de aspecto | Nombre PSIP | Programación |
| -------------------- | ------------- | ---------- | ------------------- | ----------- | ------------ |
| 22                   | 9.1           | 1080i      | 16:9                | XEQ         | NU9VE        |